# Alois Stöger (Abt)
Alois Stöger OPraem (* 6. Dezember 1921 in Suben, Oberösterreich als Ludwig Stöger; † 25. Februar 1998 in Johannesburg, Südafrika) war ein römisch-katholischer Ordensgeistlicher und von 1957 bis 1992 Abt von Stift Wilten.

## Leben
Ludwig Stöger besuchte die Volksschule in seiner Heimatgemeinde Suben und danach das Franziskanergymnasium in Hall in Tirol. Als Schüler des Franziskanergymnasiums wurde er zum Kriegsdienst eingezogen. Erst 1944 konnte er seine Matura am Akademischen Gymnasium Innsbruck ablegen. Anschließend begann er ein Medizinstudium in Innsbruck, trat aber nach drei Semestern in das Innsbrucker Canisianum, ein internationales Theologenkonvikt unter der Trägerschaft des Jesuitenordens, ein und studierte Philosophie und Theologie.
Am 2. September 1947 trat Ludwig Stöger der Chorherrengemeinschaft der Prämonstratenser im Stift Wilten bei und erhielt den Ordensnamen Alois. 1950 legte er Profess ab und empfing kurz darauf im Brixner Dom die Priesterweihe. Nach einem weiteren Theologiestudium an der Katholieke Universiteit Leuven im belgischen Löwen war er von 1952 bis 1957 Diözesankaplan der Katholischen Arbeiterjugend KAJ in Innsbruck.
Alois Stöger wurde 1957 zum 54. Abt des Prämonstratenser Chorherrenstifts Stift Wilten gewählt. Die Abtsbenediktion erfolgte am 15. September 1957. Wesentliche Aufgabe und Verdienst von Stöger war der Wiederaufbau des Klosterlebens in der Nachkriegszeit. Er engagierte sich maßgeblich für seinen Orden, die Diözese Innsbruck und das Land Tirol. Stöger war Vikar der deutschsprachigen Zirkarie des Prämonstratenserordens und von 1967 bis 1968 zudem ausübender Administrator von Stift Geras. Sein Nachfolger, Raimund Schreier, wurde am 21. Juni 1992 benediziert. Altabt Stöger starb im Frühjahr 1998 an den Folgen eines Autounfalls auf der Fahrt zum Wildreservat Mardikwe in Südafrika. Sein Grab befindet sich auf dem Koventsfriedhof des Stiftes Wilten.

## Funktionen und Mitgliedschaften

### Ritterorden vom Heiligen Grab
Stöger engagierte sich für zahlreiche soziale Projekte im Heiligen Land. 1967 wurde er von Kardinal-Großmeister Eugène Kardinal Tisserant zum Großoffizier des Ritterordens vom Heiligen Grab zu Jerusalem ernannt und durch Jakob Weinbacher, Großprior des Ordens in Österreich, investiert. Mit Gründung der Komturei Innsbruck 1968 war er bis 1996 Prior der Komturei. Giuseppe Kardinal Caprio bestellte ihn 1990 für die Amtszeit 1991 bis 1996 zum Großprior der Statthalterei Österreich des Päpstlichen Laienordens.

### Weitere
- 1980 wurde Alois Stöger zum Präsidenten der Verlagsanstalt Tyrolia gewählt.
- Stöger war Mitglied der K.Ö.H.V. Alpinia zu Innsbruck im ÖCV.

## Ehrungen und Auszeichnungen
- Großoffizier des Ritterordens vom Heiligen Grab (1996)
- Ehrenring seiner Heimatgemeinde Suben
- Ehrenring der Stadt Innsbruck
- Ehrenzeichen des Landes Tirol